# Dawn of the Apocalypse
Dawn of the Apocalypse – czwarty studyjny album amerykańskiej deathmetalowej grupy Vital Remains.

## Lista utworów
1. "Intro"   – 0:49
2. "Black Magick Curse"  – 8:46
3. "Dawn of the Apocalypse"  – 8:47
4. "Sanctity in Blasphemous Ruin"  – 8:39
5. "Came No Ray of Light"  – 0:53
6. "Flag of Victory"  – 9:10
7. "Behold the Throne of Chaos"  – 8:47
8. "The Night Has a Thousand Eyes"  – 3:43
9. "Societe des Luciferiens"  – 9:05

## Twórcy
- Tony Lazaro – gitara
- Joe Lewis – wokal, bas
- Dave Suzuki – bas, perkusja, gitara
- Thorn – wokal
- Joe Petagno – okładka